# Armenische Bibliothek
Die Armenische Bibliothek ist eine deutschsprachige Buchreihe mit Übersetzungen aus dem Armenischen, die von Abgar Joannissiany herausgegeben wurde und in
Leipzig im Verlag von Wilhelm Friedrich ca. 1870–1880 erschien. Zu den Autoren zählen Raphael Patkanian; Arthur Leist; Raffi; Grikor Chalatianz; Pertsch Proschianz und Gabriel Sundukyan.
Insgesamt erschienen 9 Bände in der Reihe. Am bekanntesten ist vermutlich der 4. Band mit Märchen und Sagen (mit einer Einleitung des Historikers Grikor Chalatianz (1858–1912)).

## Bände
- 1. Drei Erzählungen / Raphael Patkanian
- 2. Litterarische Skizzen / Arthur Leist
- 3. Bilder aus Persien und Türkisch-Armenien / Raffi
- 4. Märchen und Sagen / mit einer Einleitung von Grikor Chalatianz
- 5.–6. Sako / Pertsch Proschianz
- 7. Die ruinierte Familie / Gabriel Sundukianz[5]; aus dem Armenischen von Leo Rubenli
- 8.–9. Zwei Jahre in Abyssinien: Schilderung der Sitten und des staatlichen und religiösen Lebens der Abyssinier / Pater Timotheus